# Baños de Cerrato

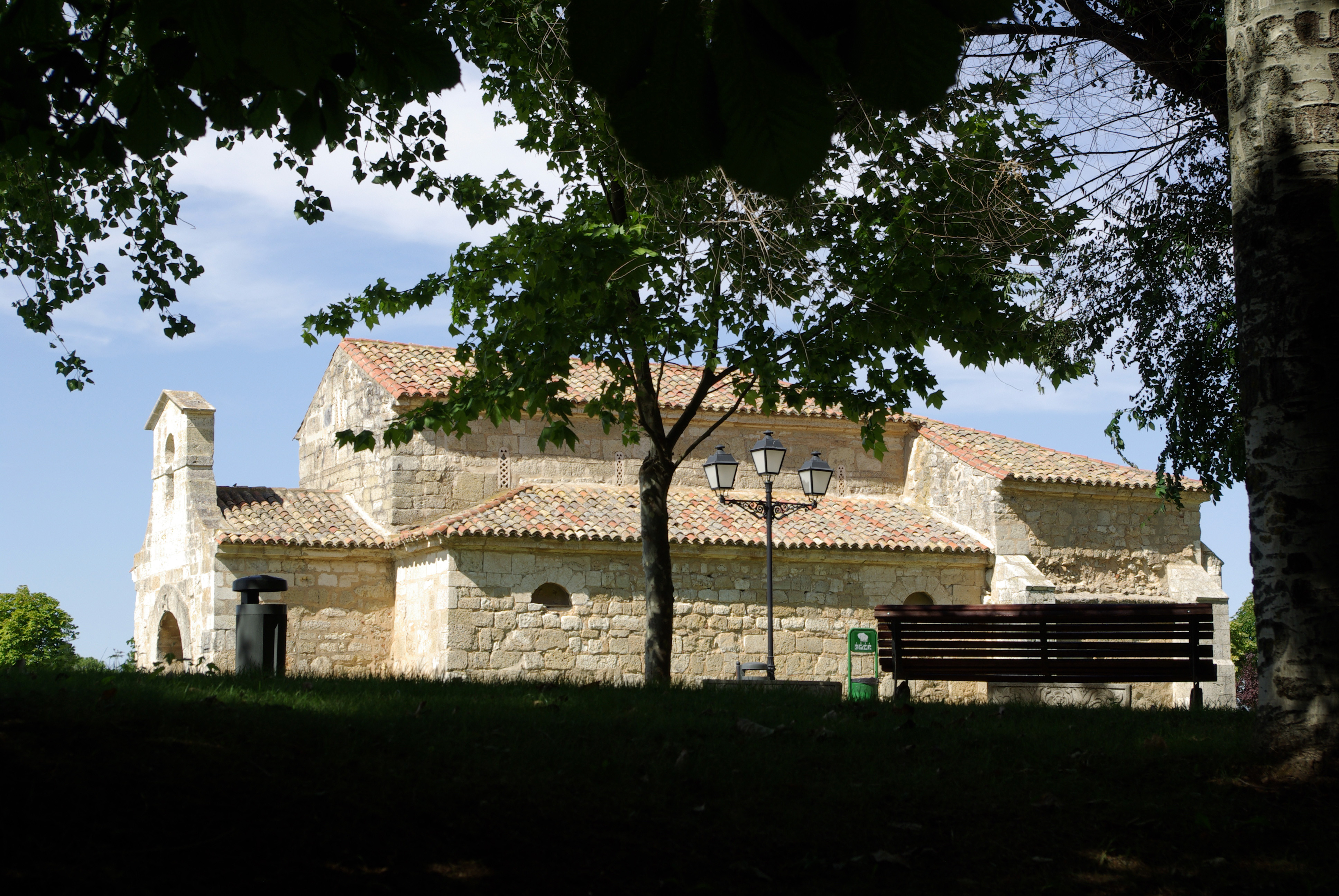
Baños de Cerrato

Baños de Cerrato é uma localidade do município de Venta de Baños na Província de Palência, na comunidade autónoma de Castela e Leão, Espanha. Está a uma distância de 7 km de Palência, a capital provincial.

## Património
- Igreja visigótica de São João Baptista, declarada Monumento Nacional em 26 de Fevereiro de 1897.
- Igreja Paroquial de San Martín de Tours, que data do século XVI.